# Dick Merrill
Dick Merrill (né le 1er février 1894 et mort le 31 octobre 1982) est un pionnier de l'aviation. Parmi ses exploits, il a été le pilote de courrier aérien le mieux payé, a effectué le premier vol transatlantique aller-retour en 1936, a été le pilote personnel de Dwight D. Eisenhower pendant les élections présidentielles de 1952, a établi plusieurs records de vitesse et est devenu le pilote le plus expérimenté d'Eastern Air Lines avec plus de 36 000 heures de vol jusqu'à son départ à la retraite en 1961. Au total, Merrill a effectué plus de 45 000 heures de vol en tant que commandant de bord, parcourant plus de huit millions de kilomètres.
À une époque où les pilotes qui battaient des records étaient traités comme des célébrités, les pionniers de l'aviation comme Dick Merrill ont acquis un statut unique. Son vol le plus célèbre a été un vol transatlantique aller-retour en 1936, qui est resté dans les annales de l'aviation sous le nom de « vol Ping Pong ». L'année suivante, Merrill a également effectué le premier vol commercial transatlantique.

## Biographie

### Premières années
Né le 1er février 1894 à Iuka, dans le Mississippi, « Dick » Merrill est issu d'une famille qui s'enorgueillit de descendre du célèbre pionnier Daniel Boone. Bien que son nom complet soit Henry Tyndall, le nom « Dick » est un surnom d'enfance qui lui est resté fidèle toute sa vie. Élevé comme un fervent catholique, il était abstinent à une époque où l'aventurier aérien « buveur invétéré » et « aimant s'amuser » était considéré comme la norme. Considéré comme très facile à vivre tout en étant sérieux, son seul défaut était d'être un joueur invétéré tout au long de sa vie.
Dès son plus jeune âge, Merrill est intrigué par les exploits des premiers pilotes et, lorsqu'il s'engage dans la Première Guerre mondiale, il commence à apprendre à voler alors qu'il est stationné en France, mais il rentre chez lui pour travailler comme pompier à l'Illinois Central Railroad.

### Carrière d'aviateur
Merrill a commencé sa carrière dans l'aviation en achetant un Curtiss JN-4 Jenny en surplus de la guerre à Columbus, en Géorgie, en 1920 pour 600 dollars. Il l'a piloté dans des spectacles aériens tout au long des années 1920 et s'est brièvement produit avec l'Ivan Gates Air Circus au milieu des années 1920. Il a ensuite fait carrière en tant que pilote de courrier aérien, assurant la liaison nocturne entre Richmond et Atlanta. En 1930, Merrill détient le record de la plus longue distance cumulée et devient le pilote d'aéropostale le mieux payé, gagnant 13 000 dollars en 1930 à raison de dix cents par mille. Eddie Rickenbacker le qualifiera plus tard de « meilleur pilote commercial » des États-Unis. Contrairement à certains de ses pairs, Merrill était un pilote réfléchi et prudent, si bien que de nombreuses célébrités (son ami Walter Winchell et même le général Eisenhower lors de sa campagne présidentielle de 1952) l'ont expressément demandé comme pilote personnel. Merrill a toujours attribué ses vols réussis davantage à la chance qu'à l'habileté.
Un compatriote, Merton Meade, a raconté plus tard une anecdote qui résume la « chance » de Merrill en vol. « Dick disait souvent qu'il préférait être chanceux que bon. Lorsque Eddie Rickenbacker possédait Eastern, il insistait toujours pour que Dick pilote l'avion chaque fois qu'il devait voyager. Dick racontait toujours cette histoire : « Mais Capitaine, vous avez une centaine de pilotes sur la ligne qui sont meilleurs que moi ». Je sais, Merrill, mais tu es le fils de pute le plus chanceux que j'aie, et je préfère de loin voler derrière un pilote chanceux que derrière un bon pilote ! Commentaire effacé typique de Dick… Je doute qu'il y ait jamais eu un meilleur pilote de ligne que Dick Merrill".

### Le «vol Ping Pong»
Il avait planifié son vol transatlantique depuis un certain temps, mais ne pouvait le financer avec son salaire de pilote de l'Eastern Air Lines (EAL). Les choses changent lorsqu'il rencontre le chanteur millionnaire Harry Richman, célèbre pour Puttin' On the Ritz. Après avoir assisté au spectacle du chanteur à Miami, Merrill a « planté » l'idée d'un vol aller-retour sur l'Atlantique. Il déclare effrontément qu'ils « prendront l'avion pour l'Europe… puis nous ferons le plein et nous le ramènerons. Cela n'a jamais été fait. »
Richman, qui venait d'obtenir son brevet de pilote, avait réussi à se procurer un Vultee V-1A capable d'effectuer le vol. L'appareil, NC13770, avait été construit à l'origine pour la compagnie aérienne New York-Londres-Moscou du lieutenant-colonel George R. Hutchinson, qui n'a jamais vu le jour. En 1935, Jimmy Doolittle a utilisé l'avion pour effectuer un vol transcontinental record de 11 heures et 59 minutes, et six semaines plus tard, Leland Andrews a répété le vol, puis l'a utilisé pour établir un record de vitesse sur longue distance entre Los Angeles et Mexico.
Merrill et Richman modifient en profondeur le Vultee V-1A pour le vol. Faisant appel aux mécaniciens d'Eastern Air Lines, Merrill fait installer des réservoirs supplémentaires et un Wright Cyclone de 1 000 ch (750 kW) doté d'une hélice bipale à vitesse constante. Les équipements les plus modernes ont été recherchés, notamment le radiogoniomètre Hooven (dont la licence a été cédée à Bendix). Richman a l'idée de remplir les espaces vides des ailes et du fuselage avec 41 000 balles de ping-pong, ce qui devrait permettre à l'avion de flotter s'il est forcé de s'écraser dans l'océan.
Une fois les modifications effectuées, ils décollent pour Londres le 2 septembre 1936. Les deux aviateurs formaient un « couple bizarre », Richman étant flamboyant tandis que Merrill était toujours le professionnel étudié. Lors d'une interview ultérieure, Merrill a révélé une prédilection particulière pour le parfum. Lorsqu'il volait, il avait généralement un flacon de Surrender ou de Evening in Paris dans sa poche, qu'il reniflait de temps à autre au-dessus de l'Atlantique.
Alors qu'ils se trouvaient à 600 miles (970 km) des côtes anglaises, ils ont rencontré du mauvais temps et ont finalement décidé d'atterrir à Llandilo (aujourd'hui orthographié Llandeilo), au Pays de Galles, à environ 175 miles (282 km) à l'ouest de Londres. Le vol a duré 18 heures et 36 minutes, soit la traversée de l'Atlantique la plus rapide à ce jour. Le lendemain, Merrill et Richman terminent leur vol vers Londres. Pendant leur séjour en Angleterre, Richman, toujours aussi frimeur, baptise le Vultee, le Lady Peace.
Le 14 septembre, ils entament le vol de retour depuis Southport, en Angleterre. Pendant le vol, alors qu'ils affrontent des vents contraires, Richman décide de larguer 500 gallons de carburant, ce qui ne leur permet pas d'atteindre New York. Furieux que Richman ait paniqué, Merrill est contraint de se poser sur une tourbière molle à Musgrave Harbour, dans le Dominion de Terre-Neuve. Après quelques réparations mineures et un ravitaillement en carburant, ils atterrissent à New York une semaine plus tard. La relation habituellement facile entre les deux pilotes avait été tendue, mais ils sont redevenus amis.
Le vol aller-retour a coûté 360 000 dollars à Richman et est connu dans l'histoire de l'aviation sous le nom de « vol Ping Pong ». Richman a vendu des années durant des balles de ping-pong dédicacées de ce vol.

### Autres vols
En 1937, Merrill a été engagé par Hearst Publishing pour répéter le vol (copiloté par Jack Lambie, âgé de 27 ans) à bord d'un Lockheed Model 10E Electra baptisé Daily Express. Le vol New York-Londres du 8 au 14 mai 1937, connu sous le nom de « Anglo-American Goodwill Coronation Flight », a également été reconnu comme le premier vol commercial transatlantique aller-retour. Hearst voulait devancer les autres journaux américains en acquérant des photos du couronnement du roi George VI, le 10 mai 1937, après l'abdication de son frère, le roi Édouard VIII. Merrill transportait des photos (et non des films d'actualité, comme on l'a souvent prétendu) de la catastrophe du Hindenburg, qui s'était produite peu avant le vol. Les journaux Hearst des deux côtés de l'Atlantique ont publié les premières images de chaque événement, ce qui a valu à Merrill le trophée Harmon en 1937. Les images de ce vol ont été utilisées pour réaliser le film de Monogram de 1937, Atlantic Flight.
Dick Merrill et Jack Lambie, son vrai copilote de « Coronation Flight » et covedette du film, ont tous deux reçu 2 500 dollars pour leur rôle dans ce film. Dick n'avait pas pris le tournage au sérieux, mais il a accepté avec plaisir ce pactole. Joueur invétéré, Merrill dépense tout son salaire à Santa Anita le week-end suivant la fin du tournage.
Merrill effectue deux autres vols transatlantiques, dont le dernier, le 14 mai 1937, établit le nouveau record en 24 heures et 25 secondes.

### Seconde Guerre mondiale
Merrill était trop âgé pour être commissionné pendant la Seconde Guerre mondiale. Il s'est donc engagé comme pilote civil et a volé sur la « bosse » Chine-Birmanie-Inde (CBI) à bord de DC-3/C-47 Skytrain et de C-46 Commando. « Voler sur la bosse (au-dessus des montagnes de l'Himalaya) pour transporter des fournitures dont les troupes chinoises ont désespérément besoin depuis des bases situées en Inde et en Birmanie, était extrêmement dangereux. Les équipages des CBI ont dû faire face à des conditions difficiles au « sommet du monde », à des conditions météorologiques imprévisibles, à l'absence d'aides radio et de radiogoniomètres et à l'opposition des chasseurs japonais. Au sol, les cauchemars en matière d'ingénierie et de maintenance sont dus à une pénurie de personnel aérien et terrestre qualifié et à des aérodromes mal équipés, souvent détruits par les pluies de mousson.

### La suite de sa vie
Après la guerre, il est retourné chez Eastern Air Lines, où il est devenu pilote principal. En 1948, à 10 000 pieds (3 000 m) au large de la Floride, le calme et l'habileté de Merrill dans la gestion d'une situation d'urgence en vol ont été mis en évidence lorsqu'une hélice d'un Lockheed Constellation d'EAL a déchiré le fuselage et tué un steward sur le coup. Merrill a eu le mérite de sauver la vie de 69 personnes à bord. En 1953, il a piloté un Super Constellation d'Eastern Airlines dans un film promotionnel sur l'aviation intitulé Flying with Arthur Godfrey, avec Godfrey comme narrateur. Il prend officiellement sa retraite d'Eastern Air Lines le 3 octobre 1961, après avoir piloté un Douglas DC-8 de New York à Miami. Au moment de sa retraite, il est réputé avoir parcouru la plus longue distance cumulée de toute l'histoire de l'aviation commerciale et être le deuxième pilote le plus ancien de la compagnie aérienne avec 36 650 heures de vol sur une période de 33 ans.
Merrill a continué à voler pour le plaisir jusqu'à l'âge de 80 ans, établissant plusieurs autres records. En 1966, il a effectué un vol autour du monde avec son ami acteur Arthur Godfrey, a établi un record de vitesse en livrant un Lockheed L-1011 de la Californie à Miami à une vitesse moyenne au sol de 710 mph (1 140 km/h) en 1978, et a piloté le Concorde à une occasion. En 1970, il a reçu la médaille d'or de l'air de la Fédération aéronautique internationale.
Après avoir pris sa retraite, Merrill a dirigé le Shannon Air Museum à Fredericksburg, en Virginie, jusqu'à sa mort en 1982. Il est enterré au cimetière paroissial Christ Church Kingston, à Mathews, en Virginie.
Toby Wing passera le reste de sa vie à promouvoir activement la place de son mari dans les annales de l'histoire de l'aviation.

### Vie privée
Toby et Dick auront deux fils dont aucun ne leur survécut. Le premier fils est décédé, bébé, de ce qu'on appelait alors « la mort dans le berceau » (mort subite du nourrisson) ; 
le deuxième fils, Ricky, a été assassiné dans leur maison de Miami en 1982 à l'âge de 42 ans. Son meurtre serait lié à son implication dans une opération de contrebande de marijuana à grande échelle, à la Nouvelle-Orléans. Au moment de sa mort, il était libéré sous caution. Au moment des faits, Toby et Dick vivaient en Virginie. À ce jour, l'affaire est encore toujours non résolue. Le couple avait deux petites-filles.